# Карасакал (некрополь)
Карасакал — некрополь, похоронно-культовий комплекс XVII — початку XX століття в Західному Казахстані, розташований на лівому березі річки Емби за 60 км на південний захід від селища Жаркаміс Байганінського району Актюбінської області Казахстану.
Площа некрополя становить 15 га. Він включає близько тисячі надгробних споруд, що створювалися народними зодчими, різьбярами по каменю — представниками казахських родів Молодшого жузу (адай, табин та інші).
Найбільш значною пам'яткою є мавзолей Ендибай, складений із розпиляних блоків вапняку і являє собою прямокутний кістяк із шоломоподібним куполом. Декор зовні плоскорельєфний, в інтер'єрі контурний із фарбуванням орнаменту.
Велику групу споруд становлять викладені з блоків вапняку-пісковика саганатами, що поєднуються з кулпитасами та койтасами. Різноманітність типів малих форм традиційної похоронної архітектури представлено кулпитасами, койтасами, сандиктасами. Вони вирізняються багатством декору, плоскорельєфне різьблення доповнене фарбуванням фону та орнаменту. Кулпитаси містять арабографічні епітафії казахською мовою. Тексти епітафій включають як молитви, так і короткі біографії покійних. Пам'ятники, що входять до складу Карасакалу, дозволяють простежити етапи накопичення досвіду їх будівництва з переходом від простих до більш складних об'ємно-геометричних форм.
Некрополь у 1982 році був включений до списку пам'яток історії та культури республіканського значення та охороняється державою.